# Хасіратані Тецудзі
Тецудзі Хасіратані (яп. 柱谷哲二, нар. 12 липня 1964, Кіото) — японський футболіст, півзахисник клубу «Верді Кавасакі». По завершенні ігрової кар'єри — футбольний тренер.
Виступав за клуби «Ніссан Моторс» та «Верді Кавасакі», а також національну збірну Японії.

## Клубна кар'єра
У дорослому футболі дебютував 1987 року виступами за команду клубу «Ніссан Моторс», в якій провів п'ять сезонів, взявши участь у 97 матчах чемпіонату.
До складу клубу «Верді Кавасакі» приєднався 1992 року. Протягом наступних шести років провів за токійську команду 183 матчі в національному чемпіонаті.

## Виступи за збірну
У 1988 році дебютував в офіційних матчах у складі національної збірної Японії. Відіграв у формі головної команди країни 71 матч, забивши 6 голів.
У складі збірної був учасником кубка Азії з футболу 1992 року в Японії, здобувши того року титул переможця турніру, розіграшу Кубка конфедерацій 1995 року у Саудівській Аравії.

## Кар'єра тренера
Розпочав тренерську кар'єру, повернувшись до футболу після невеликої перерви, 2002 року, очоливши тренерський штаб клубу «Консадолє Саппоро».
В подальшому очолював команду клубу «Токіо Верді», а також входив до тренерського штабу «Урава Ред Даймондс».
Наразі останнім місцем тренерської роботи був клуб «Міто Холліхок», команду якого Тецудзі Хасіратані очолював як головний тренер до 2015 року.

## Статистика
Статистика виступів у національній збірній.
| Збірна Японії | Збірна Японії | Збірна Японії |
| Роки          | Ігри          | голи          |
| ------------- | ------------- | ------------- |
| 1988          | 5             | 1             |
| 1989          | 10            | 0             |
| 1990          | 6             | 1             |
| 1991          | 2             | 1             |
| 1992          | 11            | 0             |
| 1993          | 14            | 2             |
| 1994          | 9             | 1             |
| 1995          | 15            | 0             |
| Усього        | 72            | 6             |

## Титули і досягнення
- Чемпіон Японії (4):

«Ніссан Моторс»: 1988-89, 1989-90
«Верді Кавасакі»: 1993, 1994
- Володар Кубка Імператора Японії (4):

«Ніссан Моторс»: 1988, 1989, 1991
«Верді Кавасакі»: 1996
- Володар Кубка Джей-ліги (3):

«Верді Кавасакі»: 1992, 1993, 1994
- Володар Суперкубка Японії (2):

«Верді Кавасакі»: 1994, 1995
Збірні
- Володар Кубка Азії: 1992